# Vlag van Zaltbommel

Vlag van de gemeente Zaltbommel

De vlag van Zaltbommel is op 14 november 2002 vastgesteld als de gemeentelijke vlag van de Gelderse gemeente Zaltbommel. De beschrijving van de vlag luidt als volgt:
Keel, met een broekdriehoek van azuur, smal zilver gezoomd met de top reikend tot de broekzijde. Aan de vluchtzijde een rechtopstaand zwaard van zilver met gevest van goud. Aan de broekzijde nabij de top van de vluchtdriehoek in het veld van azuur een vijfbladige mispelbloem van zilver, gehart van goud. Aan de broekzijde in zowel de bovenkant als onderkant een burcht van goud, geopend en verlicht in het veld.
De vlag is gebaseerd op de voormalige gemeentevlaggen van Zaltbommel en Brakel en het gemeentewapen van Zaltbommel.

## Eerdere vlaggen
Sierksma vermeldt in 1962 een vlag met twee banen van gelijke hoogte van lichtblauw en wit. Deze vlag van voor 1940 zou officieel zijn geweest, hoewel een raadsbesluit erover ontbreekt. In 1963 wilde het gemeentebestuur van Zaltbommel de vlag opnieuw vaststellen, maar de Hoge Raad van Adel keurde de vlag af met als argument dat er al meerdere identieke gemeentevlaggen bestonden. Hierop werd een nieuwe vlag ontworpen, die op 31 juli 1964 werd vastgesteld. Deze vlag kan als volgt worden beschreven:
Vierkant, blauw met een omhoog gericht wit zwaard met geel gevest, ter weerszijden vergezeld van twee witte vierbladige mispelbloemen.
Deze vlag toont dezelfde afbeelding als het gemeentewapenschild uit 1816.

## Verwante afbeeldingen

Vlag volgens Klaes Sierksma, raadsbesluit onbekend
Oude vlag van Zaltbommel (1964-2002)
Oude vlag van Zaltbommel (1964-2002, de facto)
Vlag van Brakel
Wapen van Zaltbommel (2001)
Wapen van Zaltbommel (1816)

Aalten ·
Apeldoorn ·
Arnhem ·
Barneveld ·
Berg en Dal ·
Berkelland ·
Beuningen ·
Bronckhorst ·
Brummen ·
Buren ·
Culemborg ·
Doesburg ·
Doetinchem ·
Druten ·
Duiven ·
Ede ·
Elburg ·
Epe ·
Ermelo ·
Harderwijk ·
Hattem ·
Heerde ·
Heumen ·
Lingewaard ·
Lochem ·
Maasdriel ·
Montferland ·
Neder-Betuwe ·
Nijkerk ·
Nijmegen ·
Nunspeet ·
Oldebroek ·
Oost Gelre ·
Oude IJsselstreek ·
Overbetuwe ·
Putten ·
Renkum ·
Rheden ·
Rozendaal ·
Scherpenzeel ·
Tiel ·
Voorst ·
Wageningen ·
West Betuwe ·
West Maas en Waal ·
Westervoort ·
Wijchen ·
Winterswijk ·
Zaltbommel ·
Zevenaar ·
Zutphen